# Caravaggio (Italia)
Caravaggio (AFI: [kaɾaˈvaʤːo] ; Careàs [kaɾɛˈas] in dialetto bergamasco) è un comune italiano di 16 454 abitanti della provincia di Bergamo, in Lombardia, collocato nella pianura bergamasca occidentale. Il territorio comunale comprende anche due frazioni, Masano e Vidalengo, oltre a nuclei rurali minori.
La città è famosa per il suo santuario, costruito a partire dal 1432 sul luogo di un'apparizione avvenuta in quell'anno e diventato subito importante meta di pellegrinaggio. Il suo nome è inoltre legato a quello di Michelangelo Merisi, noto come Caravaggio, celeberrimo artista che con la sua opera fece da spartiacque tra il Tardo Manierismo e il Seicento, i cui genitori erano originari del paese, e a Polidoro da Caravaggio, uno degli allievi più dotati di Raffaello e protagonista della diffusione della Maniera nel Sud della Penisola.

## Geografia fisica

### Territorio
Il territorio comunale di Caravaggio è pianeggiante, e caratterizzato da numerose risorgive naturali. Esso presenta una forma di croce con l'asse principale posto in direzione nord-sud, con una distanza tra i due punti estremi di 11 km.
L'altitudine rispetto al livello del mare varia di ben 31 metri passando dai 123 del confine nord-occidentale ai 92 di quello sud-orientale.
Il clima della città è poco mite dato che risulta molto caldo d'estate e molto freddo in inverno con presenza di nebbia e una o più nevicate all'anno. In autunno e primavera presenta lunghi periodi di pioggia.

### Clima
Caravaggio, come il resto della Pianura Padana, è caratterizzata da un'assenza di venti sinottici al livello del suolo a causa della conformazione geografica della stessa; nella maggior parte dei casi la velocità è inferiore agli 0,5 m/s. La velocità del vento, già piuttosto bassa, tende a ridursi ulteriormente nel periodo invernale.
Caravaggio, quanto a classificazione climatica rientra nella zona E, 2.557 GG.

## Storia

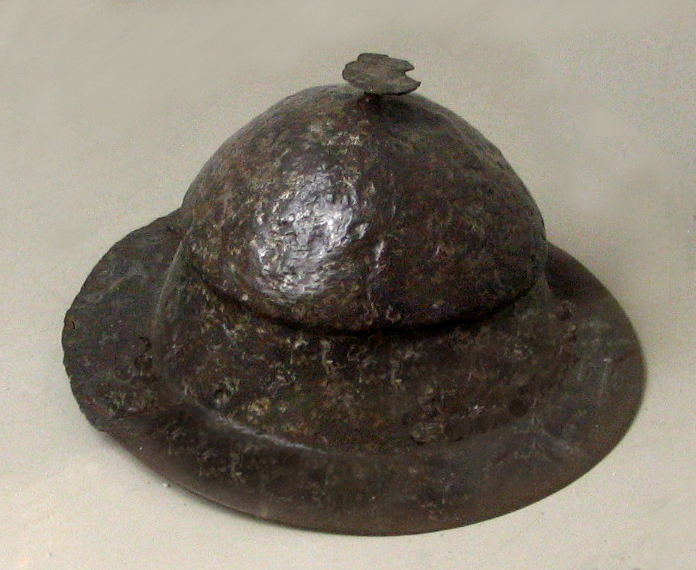
Un umbone longobardo rinvenuto a Fornovo San Giovanni, nelle immediate vicinanze di Caravaggio

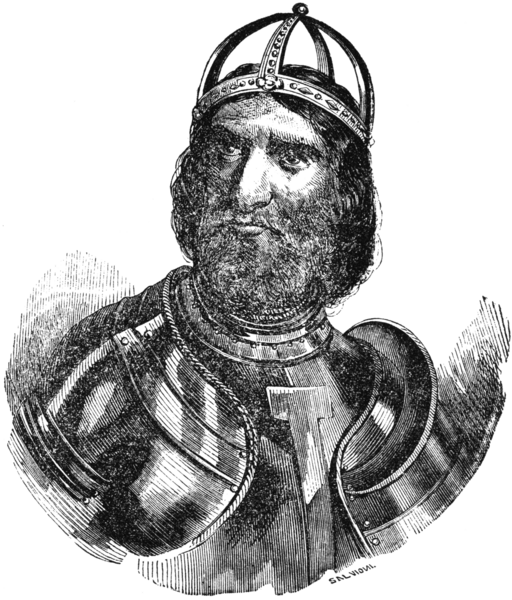
Federico Barbarossa

### Le origini
Da Caravagium, nome romano di Caravaggio, passava la via Mediolanum-Brixia, che collegava Mediolanum (Milano) con Brixia (Brescia) passando anche da Cassianum (Cassano d'Adda).
Il nome della moderna Caravaggio appare per la prima volta in un documento del 962. Non vi sono documenti antecedenti, e sul processo di formazione di Caravaggio manca ogni testimonianza; è tuttavia opinione comune che la sua origine non sia romana, ma da ricollegarsi alla presenza di un precedente insediamento longobardo.
I documenti che riguardano la città continuano ad essere scarsi sino almeno al XII secolo. In un documento del 1182 viene citato per la prima volta il Comune Caravagii, che risulta essere il comune più antico della Gera d'Adda.

### Medioevo
Nel 1186 il Barbarossa assegnò quasi tutta la Gera d'Adda, Caravaggio compresa, alla communitas mediolanensis, dando inizio a una lunga stagione di guerre ed occupazioni fra Milanesi e Veneziani che avrebbero interessato l'intera regione sino al Risorgimento.
Nel 1237, dopo la Battaglia di Cortenuova vinta dalle truppe di Federico II, il castrum di Caravacium viene occupato dagli imperiali, insieme ad altri castelli 'oltre l'Adda', come riportato dalla cronaca piacentina dell'anonimo ghibellino.
Nel 1335 Caravaggio venne occupata da Azzone Visconti, che aveva vinto a Vaprio l'esercito della Santa Sede; con lui iniziò il dominio della dinastia viscontea. Nel 1427/1437 la città venne occupata dalle truppe milanesi comandate da Francesco Sforza, che, passato alla Repubblica Ambrosiana, la rioccupò per conto dei milanesi sconfiggendo le truppe di Bartolomeo Colleoni nel 1448.
Assunta la Signoria di Milano, lo Sforza venne a patti con Venezia e le cedette una nuova volta l'intera Gera d'Adda, che tuttavia tornò sotto Milano nel 1452.

### Età moderna
Dopo qualche anno di tranquillità, l'arrivo di Luigi XII, alleato dei veneziani, segnò, con il 1499, la ripresa delle guerre e dei saccheggi, che avrebbero caratterizzato la vita del borgo sino alla fine del XVI secolo.
Nel 1524 Caravaggio fu interessata da un saccheggio ad opera di Giovanni delle Bande Nere; ancora, nel 1629 la città subì la discesa dei Lanzichenecchi, che al saccheggio aggiunsero la peste. La popolazione si ridusse di un terzo: si stima che oltre 3600 caravaggini morirono per la malattia. Nel 1529 il duca di Milano, Francesco II Sforza, nominò marchese di Caravaggio il fratello Giampaolo.

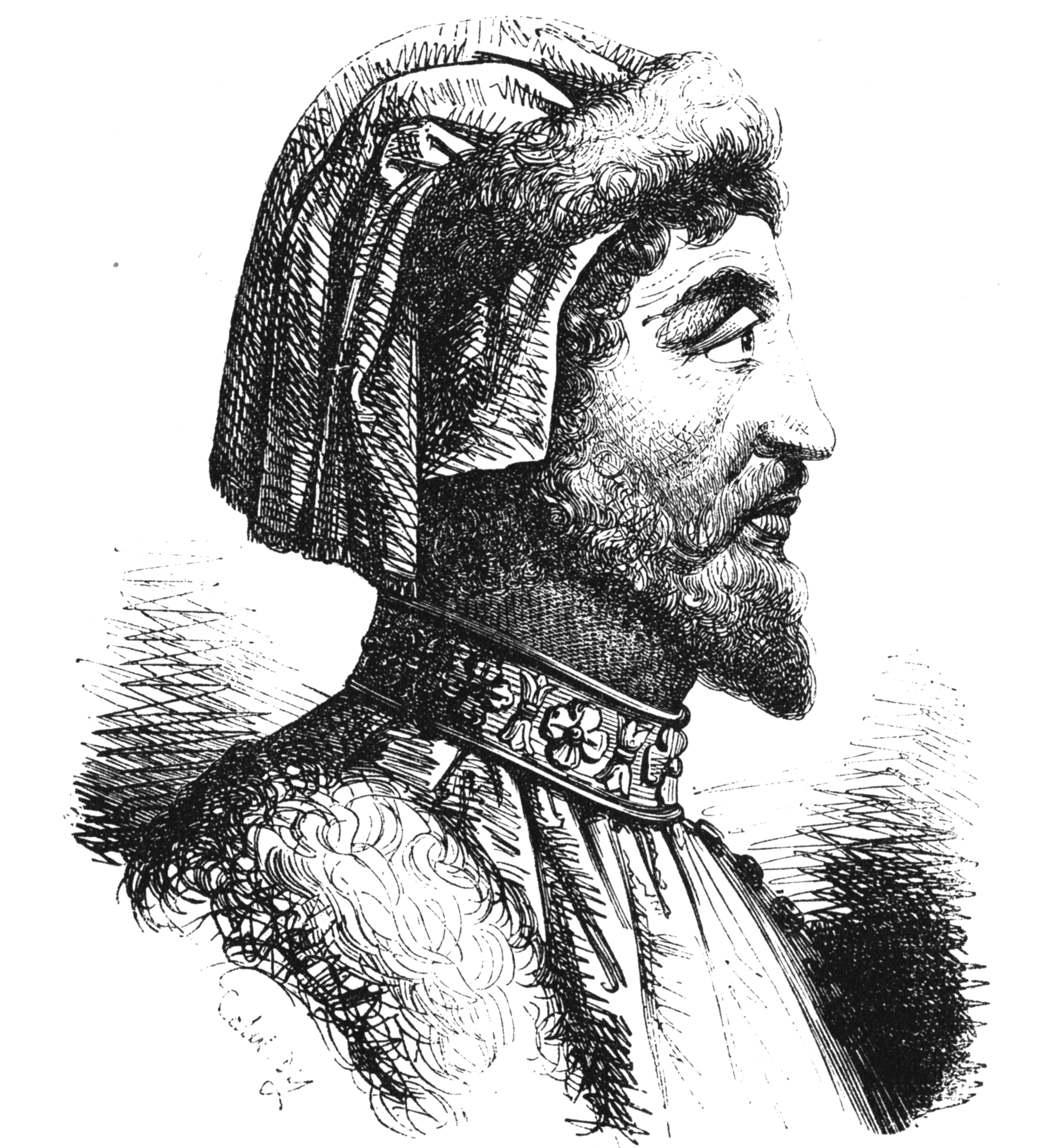
Azzone Visconti

Agli spagnoli subentrarono, nel 1707, gli austriaci; il passaggio di dominazione non diede luogo ad avvenimenti di rilievo. Un secolo più tardi, nel 1796, la Gera d'Adda fu occupata dalle truppe di Napoleone Bonaparte; dopo la sua caduta, ad ogni modo, l'Austria rioccupò la Lombardia.

### Età contemporanea
Terminate le guerre risorgimentali, Caravaggio trovò finalmente un periodo di relativa tranquillità. Alla fine del XIX secolo il borgo aveva raggiunto ormai i novemila abitanti, nonostante le condizioni sanitarie generali deficienti per via della diffusa presenza di risaie nelle campagne circostanti. Il XX secolo si aprì con un miglioramento della situazione; l'ammodernamento dell'agricoltura e la scomparsa delle risaie, assieme alla nascita dell'industria, avevano allontanato lo spettro della malaria e aperto nuove occasioni di lavoro. Caravaggio divenne comune nel 1954.
Nel novembre 2020, durante gli scavi nell'oratorio locale, sono state portate alla luce le mura medievali della città.

### Simboli
Il simbolo del comune è lo stemma riconosciuto con decreto del capo del governo del 14 settembre 1928.
Blasonatura stemma:
(D.C.G. 14 settembre 1928)
Il gonfalone è un drappo di bianco.

### Onorificenze
Dal 22 dicembre 1954 Caravaggio si fregia, per decreto dell'allora presidente della Repubblica Italiana Luigi Einaudi, del titolo di città.

## Monumenti e luoghi d'interesse

### Architetture religiose

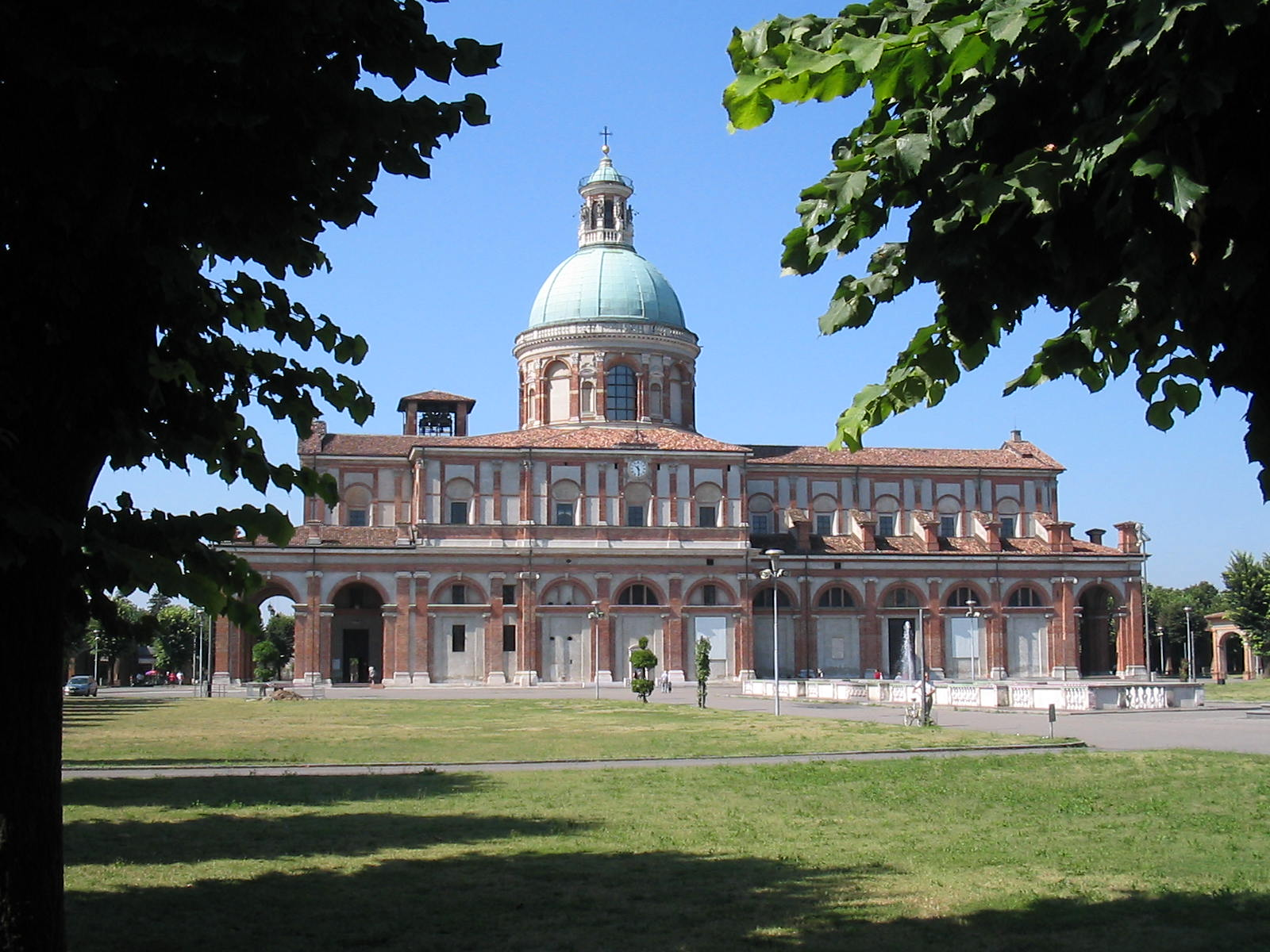
Il Santuario di Caravaggio

- Santuario di Caravaggio, è un monumentale edificio di culto situato circa 2 km a sud-ovest del centro cittadino, e dedicato al culto di Santa Maria del Fonte, che, secondo la tradizione, apparve in tale località il 26 maggio 1432, di fronte alla giovane contadina Giannetta de' Vacchi.

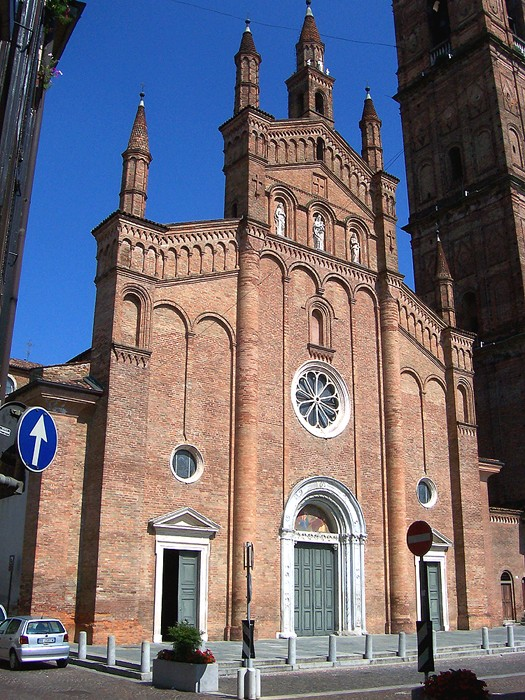
La chiesa dei Santi Fermo e Rustico

- Chiesa dei Santi Fermo e Rustico: è l'edificio di culto principale del borgo, in stile gotico-lombardo, edificata nel XIII secolo, probabilmente su un edificio sacro preesistente. La facciata è caratterizzata da un portale centrale in marmo, sovrastato da un grande rosone a dieci raggi. La colorazione diseguale del cotto della facciata, unitamente alla presenza di alcune finestre mai aperte, porta a pensare a numerose modifiche intervenute in corso d'opera rispetto al progetto originario. La chiesa è affiancata da un campanile alto 76 metri, edificato nel 1500 per volere del governatore Giovanni Dandolo.
- Chiesa della Sacra Famiglia: sorge sulla via San Francesco al disotto di quello che è stato per anni il Nuovo Orfanotrofio Maschile retto da Don Pierino Crispiatico. La chiesa è molto semplice ed è impreziosita da una tela raffigurante la Sacra Famiglia di Bergamotti F. trasportatavi dalla chiesa di Santa Elisabetta.
- Chiesa di San Bartolomeo: sulla strada che dal viale del santuario porta attraverso i campi alla strada provinciale rivoltana, si trova questo tempietto dedicato a San Bartolomeo e datato 1624. L'oratorio presenta un bassorilievo raffigurante San Bartolomeo posto nell'anno 1930, opera dello scultore Giacomo Grippa. Un'epigrafe sovrasta il tempio e ricorda che qui giacciono resti di alcune vittime della peste che colpì la città.
- Monastero di San Bernardino: il complesso monastico di San Bernardino da Siena comprende la chiesa di San Bernardino e il monastero di santa Maria degli Angeli. Fu consacrato nell'anno 1489, datando l'erezione appena dopo la morte del santo 1444 e la quasi immediata canonizzazione, avvenuta nel 1450 da parte del papa Nicolò V.
- Chiesa di San Giovanni: adiacente all'Ex Ospedale Monastero dei Cistercensi nella centrale via Roma, la chiesa di San Giovanni è sconsacrata ma presenta notevoli pregi architettonici conservati abilmente dai frati Cistercensi durante i lavori di ristrutturazione eseguiti nel 1600. La chiesa presenta una piazzetta cinta da un cancello dalla quale è possibile apprezzare la bellezza della facciata nonostante la sua altezza rispetto alla larghezza della piazza stessa. L'interno grazie alle lesene con capitello composito e alla complessa trabeazione col fregio a rilievo plasticato, che scorre sopra le stesse mostra una pregevole opera architettonica che esplica solennità ma anche raccoglimento. Il presbiterio è piuttosto breve, il coro semiottagonale, e l'altare in stile barocco è tutto di marmi intarsiati, degno di nota è un paliotto di scagliola con raffigurata l'apparizione della Vergine donato alla chiesa nell'anno 1710. L'edificio, ora di proprietà dell'Amministrazione Comunale è destinato ad ospitare, nel prossimo futuro, il Centro Studi su Michelangelo Merisi detto il Caravaggio che vedrà mostre a tema, la storia del Pittore, aule didattiche e un centro congressi.
- Chiesa di San Giuseppe: sorge nel complesso agreste denominato "Montizzolo" ed è dedicata a San Giuseppe, seppur negli anni vi venne anche venerata Santa Eurosia. Viene restaurata diverse volte tra il 1674 e il 1748 come dimostra anche un mattone recante le date dei restauri, oggi si presenta con una navata e una piccola sagrestia. Spogliata nel 1970 degli arredi seicenteschi per renderla più moderna ed attuale, oggi viene curata dagli addetti ai cascinali del Montizzolo che provvedono anche alla Santa Messa.
- Chiesa di Santa Elisabetta: risalente al XVII secolo, è un edificio di culto minore situato nel centro storico, a poche decine di metri dalla chiesa parrocchiale; vi sono annessi un campanile coevo ed un edificio che fu sede del monastero delle Agostiniane, la cui presenza in città è testimoniata a partire dal 1480.

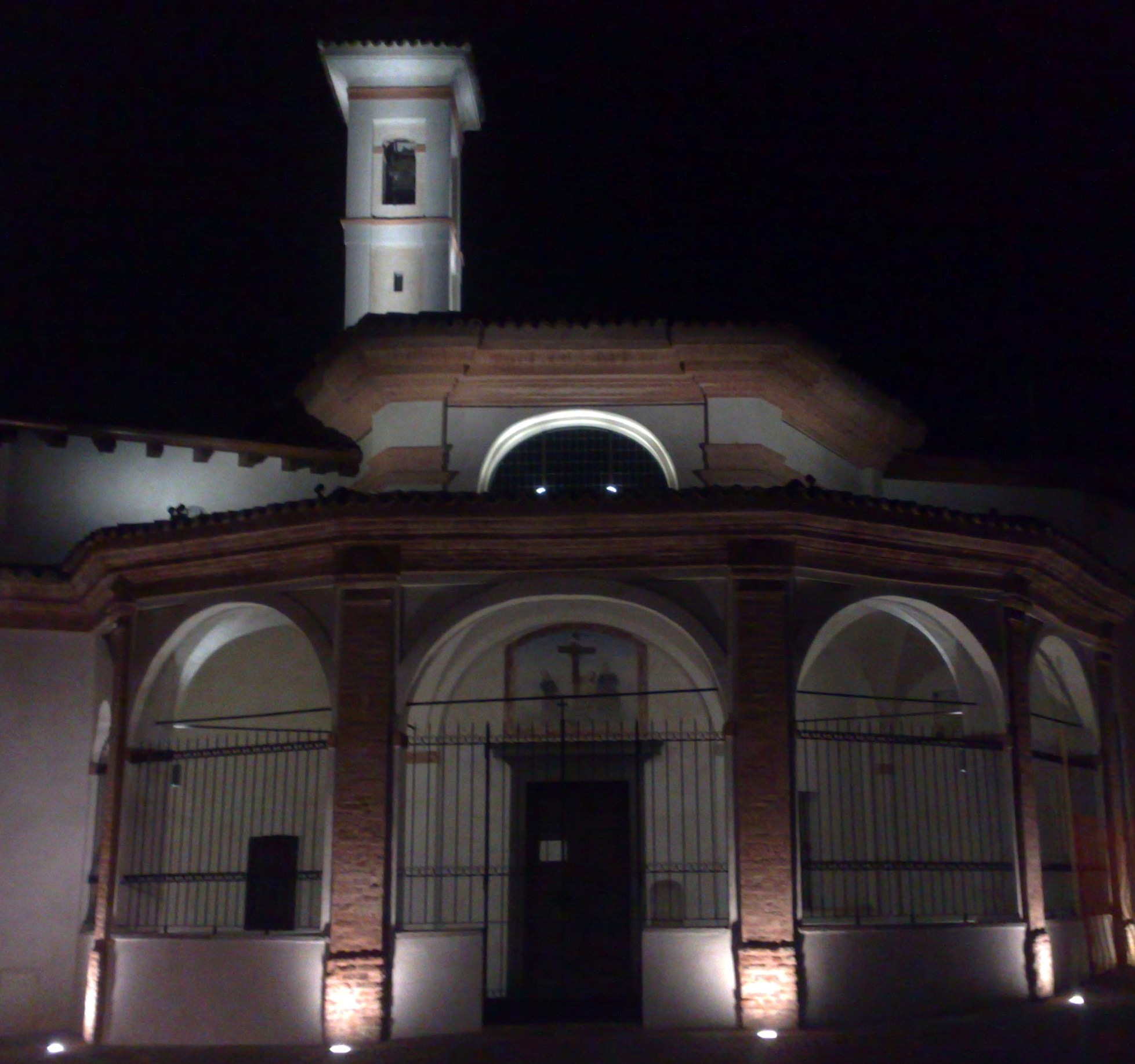
La chiesa di Santa Liberata di forma esagonale illuminata dopo i restauri eseguiti nel 2009

- Chiesa di Santa Liberata: è un piccolo edificio di culto dalla caratteristica pianta esagonale, situato a poca distanza dal centro storico cittadino, nel rione Seriola, appena fuori porta. Si ritiene che l'edificio abbia origini cinquecentesche; sugli affreschi conservati all'interno della struttura viene riportata la data 1540.
- Chiesa e cimitero di Sant'Eusebio: il cimitero cittadino, intitolato a sant'Eusebio, sorge ad est del centro abitato, in direzione della frazione di Masano e del vicino comune di Bariano. La struttura è caratterizzata da un'imponente facciata di matrice neoclassica, realizzata su progetto dell'architetto Carlo Ranzanico, al centro della quale si trova una cappella con affreschi di Enrico Scuri e Giovanni Moriggia. Sotto i portici che interessano tutta la facciata si trova, fra le altre, la tomba della famiglia Cavenaghi, dove si trovano le spoglie del pittore Luigi Cavenaghi, noto per la restaurazione dell'Ultima Cena di Leonardo da Vinci; il sepolcro è caratterizzato da una pregevole scultura del Danielli. Lo stesso porticato ospita la tomba di un altro artista locale, lo stesso Giovanni Moriggia, opera di Rustico Soliveri. Fra le altre opere di rilievo si segnalano un'opera di Enrico Butti, un busto di giovane donna sulla tomba Rocchi (opera dello Stertini), e due realizzazioni di Enrico Pancera, il Funerale Alpestre e una raffigurazione di Gesù Cristo in piedi su una pagina del Vangelo. Sono inoltre degne di nota una figura di donna di E. Girbafranti e una scultura di Cristo Risorto, in marmo bianco, opera di Barbieri. L'interno del cimitero ospita opere più recenti, fra cui la cappella dei Tadini, corredata di un mosaico di Trento Longaretti sul soffitto interno e di quattro sculture di Elia Aiolfi collocate sul perimetro, la cappella Foppa, con mosaici e vetrata dello stesso Longaretti, e la tomba Bianchi, caratterizzata dalla presenza di un Cristo in croce realizzato dal Ciminaghi.

#### Altre chiese
- Chiesa di San Giovanni Apostolo: Parrocchiale di Vidalengo
- Chiesa di San Pietro: Chiesa sussidiaria della Zona Nord
- Chiesa di San Vitale: Parrocchiale di Masano
- Chiesa di Santa Maria Bambina: all'interno del convento delle Suore di Maria Bambina

### Architetture civili
- Ospedale Vecchio e Monastero Cistercense, fu sede fino al 1971 dell'ospedale. È questo un corpo di fabbrica che fu annesso alla fine del Seicento al nucleo vero e proprio del Monastero di San Giovanni Battista affacciato su Via Roma, appartenuto prima all'Ordine degli Umiliati e dedicato ai Santi Pietro e Paolo; poi, soppresso l'Ordine nel 1582 da Papa Gregorio XIII, chiesa e monastero vennero assegnati ai Cistercensi che vi si insediarono nel 1603 e nel ventennio successivo ristrutturarono il complesso nel modo in cui è ora visibile. La ristrutturazione attribuita in un primo tempo a Pellegrino Tibaldi, l'architetto del Santuario, sarebbe invece opera di Giulio Cesare Mangone (fratello di Fabio) uno dei maggiori architetti del barocco milanese. Parte dell'edificio annesso, che fu adibito ad ospizio, fu venduto verso la fine del 1800 all'Ospedale che, dopo la soppressione dell'ordine dei Cistercensi avvenuta nel 1798, acquistò anche l'immobile del Monastero.

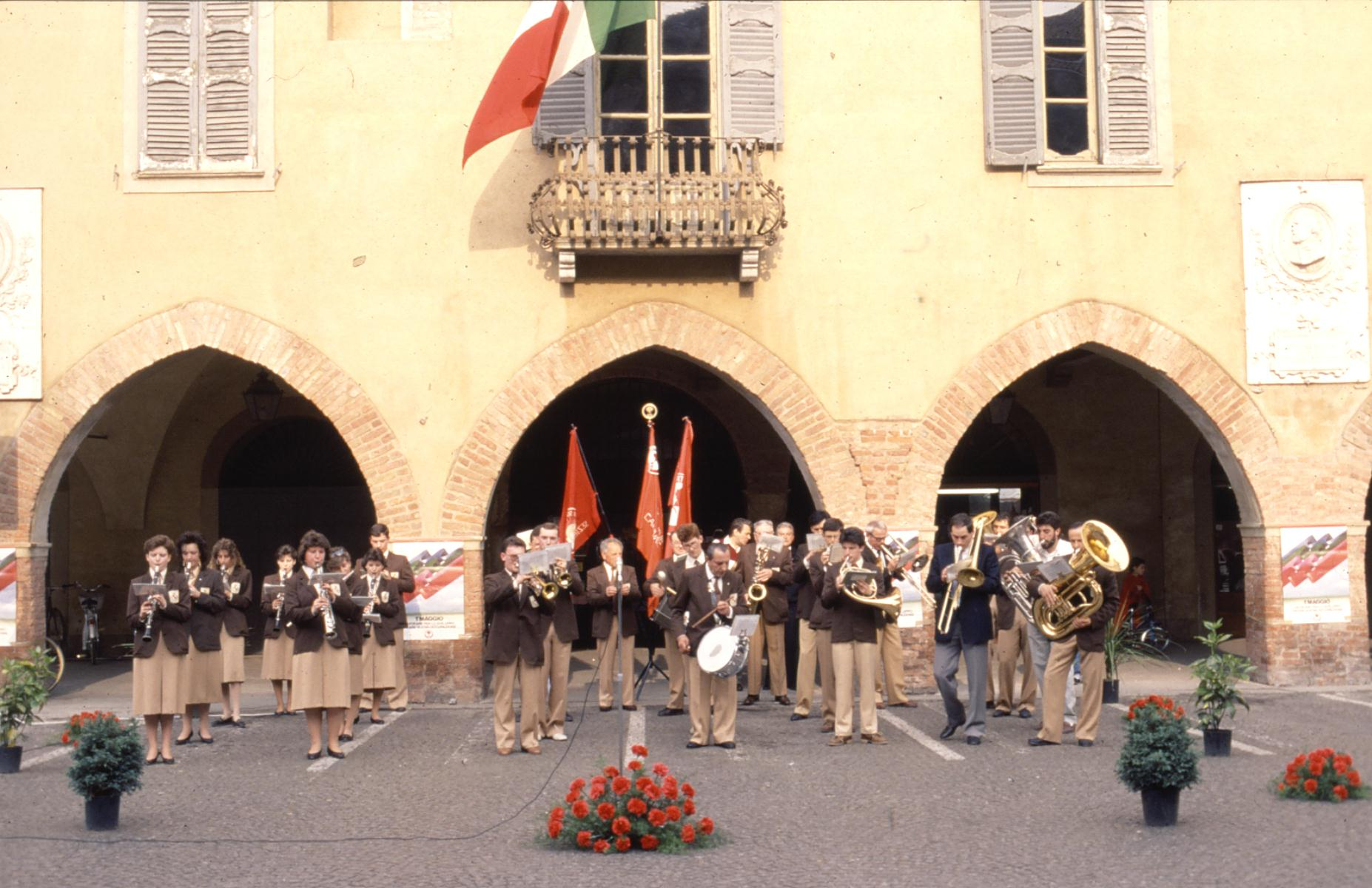
La facciata del Palazzo Gallavresi col portico

- Palazzo Gallavresi (o Palazzo della Marchesa) è uno degli edifici più antichi della città; si tratta di un edificio pubblico risalente con ogni probabilità alla seconda metà del XIII secolo, situato all'interno del centro storico. Dal 1947 è sede dell'amministrazione comunale, venne profondamente ristrutturato nel 1981.
- Villa Clelia, sul lato destro della Circ. XXV Aprile, cinta da un muro, si apre all'interno dell'omonimo parco la residenza privata. Qui nacque nel 1869 Amilcare Bietti oculista di fama internazionale e autore di un trattato di oftalmologia ritenuto un testo fondamentale per la medicina. Morto nel 1930 ebbe un figlio, Giovanni Battista che ne seguì le orme con successo fino a diventare Direttore della Clinica Oculistica dell'Università di Roma nel 1955.
- Villa Rocchi, affacciata sulla Circonvallazione XXV Aprile e protetta da un fossato, è appartenuta alla Famiglia Rocchi molto in vista in città.
- Casa del Fascio, progettata dall'architetto Alziro Bergonzo e costruita nel 1939, fu sede del PNF fino al 1945 quando venne riconvertita ad uso abitativo trasformando gli spazi interni in alloggi per famiglie disagiate . Mantenne quest' ultima funzione fino al 2004 e attualmente si trova in stato di abbandono.

### Altro

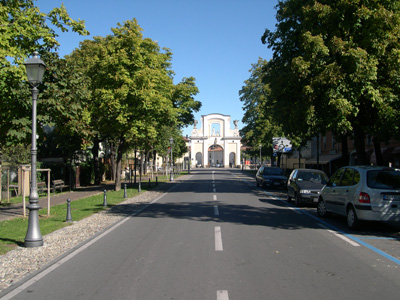
L'Arco di Porta Nuova, visto dal viale alberato che conduce al Santuario di Caravaggio

- Arco di Porta Nuova, di costruzione settecentesca, che adorna uno degli ingressi al centro storico della città; il viale che diparte dall'Arco, della lunghezza complessiva di circa due chilometri, congiunge il centro dell'abitato con il Santuario di Caravaggio. L'Arco fu eretto in occasione dell'Incoronazione della Beata Vergine al Santuario, concessa nel 1708 da Roma e celebrata nel 1710; fu terminato nel 1709 ed inaugurato nel 1710 in coincidenza con i festeggiamenti per l'incoronazione.

### Aree naturali
- Riserva naturale Fontanile Brancaleone è una riserva naturale parziale biologica che si estende su un territorio di circa 100 ha situato in località Gavazzolo, all'estremità settentrionale del territorio del comune. La riserva è caratterizzata dalla presenza di fauna invertebrata di grande interesse scientifico, in particolare il Niphargus stigocharis italicus e Niphargus transitivus dissonus, crostacei anfipodi di ambiente freatico, che rappresentano una vera rarità da tutelare. Nel fontanile sgorga acqua sorgiva data dalla confluenza tra numerose teste.

## Società

### Evoluzione demografica
Abitanti censiti

### Etnie e minoranze straniere
I principali stati di provenienza degli stranieri residenti sono:
1. Romania, 399
2. Marocco, 379
3. Egitto, 242
4. Albania, 202
5. Pakistan, 79
6. India, 71
7. Senegal, 71
8. Cina, 40
9. Ecuador, 40
10. Ucraina, 35

### Lingue e dialetti
Il dialetto di Caravaggio appartiene al gruppo dei dialetti della Lombardia Orientale od Orobici. Si distingue leggermente dal dialetto di Bergamo città e da quelli delle Valli Bergamasche. Presenta suoni più dolci, rispetto al bergamasco dei territori a nord della provincia, dato che risulta più influenzato dai dialetti circostanti, come il cremasco.

### Istituzioni, enti e associazioni
Il comune si serve dell'ospedale consortile Treviglio-Caravaggio, dopo la chiusura dei rispettivi Ospedali nel 1972, che sorge in territorio di proprietà dei due comuni ma su suolo trevigliese. L'ospedale fa parte dell'azienda ospedaliera Treviglio - Caravaggio.

### Qualità della vita
Secondo il Centro Studi Sintesi di Venezia in uno studio pubblicato su Panorama nel 2009 sulla vivibilità dei Comuni Italiani sopra i 10.000 abitanti, Caravaggio è risultata al 53º posto in Italia e 1º in Bergamasca. Una fase dell'indagine ha quindi misurato il livello di qualità della vita nei comuni selezionati attraverso un mix di 50 indicatori di benessere in otto diverse aree. Non solo la ricchezza e le condizioni di vita materiali ma anche l'istruzione, la partecipazione alla vita politica, i rapporti sociali, la sicurezza, l'ambiente, le attività personali e la salute.
Per valutare adeguatamente questi settori l'indagine ha inserito, per la prima volta, criteri statistici nuovi quali la distanza dall'aeroporto più vicino, un indice climatico (ore di sole al giorno, giorni di pioggia annui, temperatura media), il patrimonio artistico e archeologico, ma pure la disponibilità di prodotti tipici in loco. Per la prima volta, anche il reddito è stato corretto con l'indice di evasione stimato dalla Agenzia delle entrate. Introdotto anche un dato per misurare il senso civico: la percentuale dei contribuenti che indica la fedeltà fiscale.

### Religione
La comunità cattolica costituisce un'unica parrocchia, con sede nella chiesa dei Santi Fermo e Rustico.

## Cultura

### Istruzione

#### Scuole
A Caravaggio sono presenti una scuola primaria statale e una privata. L'istituto scolastico più importante è il liceo statale Galileo Galilei che inizia la sua attività nell'anno scolastico 1974-1975, e dal 1992 ospita i seguenti indirizzi liceali: Scientifico Matematico, Scientifico Tecnologico e Linguistico. Con la Riforma Gelmini è stato introdotto anche l'indirizzo Scientifico opzione Scienze Applicate. È considerato un modello di insegnamento ed è sede anche del corso europeo per la patente informatica ECDL. Inoltre è risultato al 23º posto nella classifica delle migliori scuole lombarde stilata dalla Fondazione Agnelli, basandosi sui risultati universitari degli ex studenti.
A Caravaggio ha sede l'unica scuola dell'agroalimentare di tutto il Nord Italia, voluta fortemente dalla fondazione don Pierino Cassa Rurale (ora Bcc) la scuola ha come obiettivo la formazione di personale competente nel settore agroalimentare che va dalla norcineria alla caseificazione.

#### Musei
- Casa Caravaggio, è prevista l'inaugurazione di un centro di studi e documentazione su Michelangelo Merisi noto come Casa Caravaggio, destinato a sorgere in pieno centro storico, nei locali che furono dell'antico ospedale cittadino. Il centro studi ospiterà un'esposizione permanente di fedeli riproduzioni dei dipinti del Caravaggio e fungerà da luogo di attrazione per studiosi e ricercatori interessati alla vita e alle opere del celeberrimo pittore.[senza fonte]
- Museo navale Ottorino Zibetti, è un museo navale aperto gratuitamente al pubblico che ospita numerose riproduzioni di velieri, cimeli storici, antichi strumenti nautici, attrezzi navali, fossili marini, una biblioteca del mare e altri oggetti di interesse. Il museo fu inaugurato il 5 novembre 1978 grazie al lascito degli averi del dottor Ottorino Zibetti, grande collezionista di oggetti nautici, disposto dalla moglie, e si è arricchito con il passare del tempo grazie alle donazioni di altri privati cittadini ed enti pubblici.

### Teatro
Il teatro Amerighi fu un importante edificio del centro storico, costruito nel 1910 ed estremamente attivo nel primo dopoguerra; in stile liberty, presentava al suo interno palchi in legno rivestiti di velluto e divenne per alcuni decenni il fulcro della vita culturale cittadina. Fu però demolito poco dopo la seconda guerra mondiale.

### Cucina
La cucina tipica caravaggina rispecchia diversi elementi caratteristici della tradizione bergamasca, quali la genuinità e la semplicità. Fra i piatti caratteristici si menzionano: il riso bollito nel latte; le uova sode con cicorino e salame nostrano.
Il piatto tradizionalmente considerato rappresentativo della cucina bergamasca, la polenta, è presente nella gastronomia locale con numerosi accostamenti particolari; ad esempio con la lüganghina, una sorta di salame; con cotechini e lenticchie; con il latte freddo; con pucì (intingolo) e verza; con burro fuso, alla salvia e al formaggio.
Un piatto tipico di pasta è costituito dagli gnuchècc, della pasta sfoglia tagliata a quadratini e cotta in brodo con fagioli e cotenna di maiale. I piatti di carne includono la rüstizàda, un arrosto di carne fresca di maiale con cipolla e una spruzzata di vino rosso.
Un altro elemento caratteristico della cucina bergamasca, il pane, è tradizionalmente tagliato a fette e cotto in brodo, per ottenere la panàda; se invece prima della bollitura viene grattugiato è noto come pan trìt. Il tradizionale pa' de' mèi è invece pane di farina di miglio, mais e frumento cotto nel latte e preparato soprattutto nella stagione invernale.
I dolci più caratteristici comprendono il biciulàt de la nóna, un buccellato (ciambella dolce) realizzato con farina, uova fresche, burro, zucchero e scorza di limone; gli ovis-moris, pasticcini di farina, burro, rosso d'uovo cotto, miele, sale e vaniglia; le fave dei morti, realizzate con mandorle, zucchero, albume e scorza di limone grattugiata; il pane dei morti, un dolce di pasticcini in polvere, uva sultanina, mandorle e nocciole triturate, zucchero e lievito in polvere.
Un prodotto agricolo caratteristico della zona è il cosiddetto popone, o "melone di Caravaggio"; esso presenta una polpa particolarmente gustosa e zuccherina, ed è da gustarsi fresco con pane e salame. Ancora più squisite sono le sàte e le satèle, anch'esse appartenenti alla famiglia delle cucurbitacee da mangiare con pane e prosciutto, crudo o cotto. Di interesse gastronomico anche il prosciutto di Caravaggio ultimamente sostenuto da Legambiente in una sua campagna contro la devastazione della Pianura padana.

## Geografia antropica

### Urbanistica
La superficie agricola utilizzata è pari a circa l'84% del territorio complessivo di competenza del comune; il rimanente 16% rappresenta l'incolto, gli insediamenti abitativi e la superficie produttiva.

### Frazioni
Oltre al centro abitato principale, il territorio comunale ospita due frazioni, Vidalengo (2,9 km a nord del capoluogo) e Masano (3,5 km a nord-est). Appare inoltre rilevante il nucleo abitato che insiste sul Santuario di Caravaggio, situato circa 2 km a sud-ovest del centro cittadino, in una località talvolta indicata come Mezzolengo; tale area, ricca di attività turistiche e ricettive, sconfina nel territorio del confinante comune di Misano di Gera d'Adda.

#### Altre località del territorio
Si segnala inoltre la presenza, nelle campagne circostanti Caravaggio, di numerosi cascinali, che assieme alle rogge, alle risorgive e alle marcite rappresentano un elemento caratteristico del paesaggio.

## Economia
Già nel XVI secolo il borgo era segnalato come fiorente centro rurale, anche grazie alla particolare orografia del suo territorio, ricco di sorgenti naturali. Oggi la città di Caravaggio oltre alla vocazione agricola è una città industriale con numerose ditte di livello rilevante come la Kraft, la Isover, la Kahle Automation S.r.l., ecc. ben distribuite sul territorio in due zone industriali e una zona artigianale. Caratteristica della città è il commercio al dettaglio che non ha mai subito forti flessioni nonostante la presenza sul territorio di numerosi centri di distribuzione.
Il capoluogo del comune è sede di un mercato ambulante che si svolge ogni venerdì mattina, a partire dal 14 marzo 1477, quando fu organizzato per la prima volta dal duca Galeazzo Maria Sforza; con il passare dei secoli il mercato si è spostato dall'originaria piazza Griala, oggi notevolmente ristretta, alla centrale piazza Garibaldi, al viale papa Giovanni XXIII (verso la metà del XX secolo), fino all'attuale collocazione in via san Francesco d'Assisi.
Nel giorno di san Luca (il 18 ottobre), anticamente, si teneva un mercato bovino.

### Agricoltura
Nel territorio Comunale vi sono numerose aziende agricole di rilevanza economica, l'agricoltura è ormai d'avanguardia e gli allevamenti di bestiame si presentano moderni e produttivi. Gli allevamenti che insistono sul territorio sono soprattutto di bovini da latte, bovini da carne e suini, di questi ultimi buona parte è dedicata alla produzione del Prosciutto di Parma. Non manca la produzione di ortaggi sia in campo che in serra. Degna di nota è la coltivazione biologica del riso. La campagna caravaggina si presenta particolarmente irrigua grazie alla presenza di diversi fontanili e numerose rogge.

### Artigianato
In città è presente un'importante zona artigianale posta sulla direttrice che porta a Calvenzano e direttamente fronte alla SS.11 che conta diverse imprese artigiane consolidate ormai nel panorama economico della città. Importanti produzioni artigiane sono la lavorazione del ferro, del mobile d'arte (vi era una vera e propria scuola del legno), degli orologi, degli ombrelli, ecc. La città per anni ha avuto anche un ruolo importante nella produzione di cappelli e bottoni con aziende oggi scomparse. Importante era anche l'industria ceramica che vedeva la produzione in loco sia di mattoni (fornaci) che di elettroceramiche (Imec) e che oggi vede aziende come la Ingrocer primeggiare nella forniture di ceramiche da posa sia tecniche che civili.

### Industria
La città di Caravaggio conta due Zone industriali una a sud (Z.I. 1) della città e l'altra ad ovest (Z.I. 2) che possono contare sull'importante presenza di assi viari importanti quali la SS.11 e la S.P. Rivoltana e sull'autostrada BreBeMi che ha proprio un casello in prossimità della Z.I. 2. Numerose sono le industrie importanti che negli anni hanno donato lustro alla città e hanno contribuito alla sua crescita sociale ed economica. Tra tante sono da segnalare nel campo lattiero - caseario la ditta Invernizzi e il caseificio Defendi conosciute a livello nazionale ed internazionale per la produzione di latticini. Nel campo chimico di importanza mondiale è la Isover del gruppo Saint-Gobain già nota al tempo come "Balzaretti Modigliani" e produttrice della famosa lana di vetro e di diversi isolanti unici nel genere. Di importanza rilevante sono anche diverse ditte che hanno sviluppato brevetti esclusivi che le hanno portate ad essere leader nel loro settore a livello internazionale.

### Turismo
La città ha sviluppato il turismo soprattutto intorno al Santuario della Madonna del Fonte che attira ogni anno quasi 3 milioni di pellegrini da tutto il Mondo e che conta numerosi santuari minori sparsi dall'America Latina all'Europa. Parte del turismo tuttavia si sposta anche nel centro cittadino che ha indubbiamente molto da offrire. Intento delle ultime amministrazioni è quello di portare ancora più turismo nel centro storico ed è per questo che ha in programma la costruzione del centro studi sul Caravaggio, di un nuovo teatro e di intensificare le iniziative culturali già ampiamente presenti sul territorio.
Nella biblioteca cittadina sono già disponibili numerosi libri e pubblicazioni sia sulla città che sul suo più illustre concittadino Michelangelo Merisi, oltre che sui numerosi pittori e scultori caravaggini atti a far conoscere la storia locale ai visitatori oltre che a una guida turistica disponibile presso l'Infopoint del Comune.

## Infrastrutture e trasporti

### Autostrade
A partire dal luglio 2014, il comune di Caravaggio è toccato dal passaggio dell'Autostrada A35 Bre-Be-Mi, con un casello autostradale situato nel territorio comunale sulla strada statale che porta a Treviglio.

### Strade
La città di Caravaggio è interessata dal passaggio della Strada statale 11 Padana Superiore che collega Torino con Venezia. Tale arteria funge, insieme alla strada provinciale 185 Rivoltana, da principale via di collegamento con l'hinterland orientale di Milano. A Caravaggio insistono poi numerose strade provinciali di collegamento come la S.P. 121 per Bergamo, la S.P. 130, la S.P. 131, la S.P. 132, la S.P. 129.

### Ferrovie
Il territorio comunale ospita due stazioni ferroviarie: la stazione di Caravaggio, situata a sudovest del centro storico, si trova sulla linea ferroviaria Treviglio - Cremona, mentre la stazione di Vidalengo, situata fra l'omonima frazione e il centro cittadino, insiste sulla ferrovia Milano-Venezia. Entrambe le stazioni  sono non presidiate e servite dai treni regionali eserciti da Trenord. Secondo la classificazione operata da Rete Ferroviaria Italiana, la stazione di Caravaggio è da considerarsi di categoria silver, mentre quella di Vidalengo è di categoria bronze.

### Aeroporti
La città dispone di due piste d'atterraggio per ultraleggeri ed elicotteri dove vengono anche assegnati i brevetti per il volo civile.

### Mobilità urbana
La città aveva fino al primo dopoguerra delle linee di Tram che la collegavano con la vicina Treviglio e con Bergamo, le linee che avevano il capolinea in piazza Castello vennero soppresse e soppiantate dai Bus. Oggi esistono diverse linee di Bus urbani affidati alla S.A.I. che collegano varie parti della città e linee dirette all'ospedale, inoltre sono presenti molte linee extraurbane dirette verso i principali capoluoghi vicini. Una linea speciale collega frequentemente la città con la riviera ligure.

## Amministrazione
| Periodo           | Periodo        | Primo cittadino        | Partito                         | Carica  | Note                            |
| ----------------- | -------------- | ---------------------- | ------------------------------- | ------- | ------------------------------- |
| 18 settembre 1988 | 6 maggio 1991  | Angelo Castelli        | Democrazia Cristiana            | Sindaco | [ 18 ]                          |
| 5 luglio 1991     | 7 giugno 1993  | Piero Luigi Radaelli   | Democrazia Cristiana            | Sindaco | Dopo dimissioni Angelo Castelli |
| 7 giugno 1993     | 27 aprile 1997 | Piero Luigi Radaelli   | Democrazia Cristiana            | Sindaco |                                 |
| 27 aprile 1997    | 29 maggio 2006 | Ettore Pietro Pirovano | Lega Nord                       | Sindaco |                                 |
| 29 maggio 2006    | 19 giugno 2016 | Giuseppe Prevedini     | Lega Nord                       | Sindaco |                                 |
| 19 giugno 2016    | in carica      | Claudio Bolandrini     | liste civiche di centrosinistra | Sindaco | [ 19 ] [ 20 ]                   |

### Gemellaggi
Il 16 ottobre 2010 il comune di Caravaggio ha annunciato la sottoscrizione un'intesa di collaborazione culturale con il sindaco de La Valletta, Malta.

## Sport
Club calcistico comunale è il Caravaggio: fondato nel 1958, vanta quale maggior successo alcune partecipazioni alla Serie D e disputa le partite interne allo stadio comunale di Caravaggio (capace di 2 180 posti). Dal 2023 in tale impianto gioca anche l'Atalanta U23, seconda squadra dell'Atalanta Bergamasca Calcio.
Da segnalare il fatto che nel 2007/2008 l'Unione Sportiva Oratorio Calcio disputò il campionato di Serie C2 con la denominazione U.S. Calcio-Caravaggese, a seguito di una fusione con alcuni "transfughi" del Caravaggio Calcio, che tuttavia parallelamente proseguì senza interruzioni la propria attività.
La squadra di pallacanestro locale è il Basket '86 Caravaggio, nato nel 1985 e mai spintosi oltre i campionati regionali lombardi.
Caravaggio ha ospitato la partenza della 17ª tappa del Giro d'Italia 2013, che prese il via dal Santuario di Santa Maria del Fonte e si concluse a Vicenza. Per la prima volta al Giro d'Italia la famiglia di Marco Pantani ha portato in città il museo dedicato al figlio scomparso nel 2004 in una installazione nei pressi del villaggio della partenza.